# 分枝 (化学)

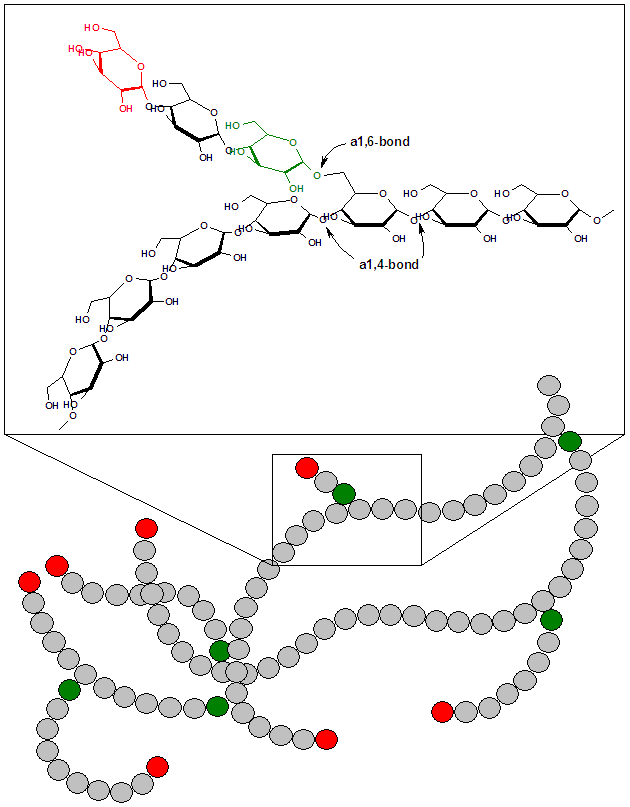
グリコーゲンの構造の模式図。緑色の部分が分枝している部分

分枝（ぶんし）とは、高分子化学においてポリマー鎖の途中の水素原子が他の鎖の末端に置換し、鎖の途中からさらに鎖が生成されること、およびその構造をいう。短鎖分枝、長鎖分枝とに大別できる。
ゴムに加硫を行うと、イソプレン鎖の間に硫黄の短鎖による架橋結合が生じ、高度に分枝した 熱硬化性のエラストマーが得られる。さらに多量の加硫を行えば硬質の固体であるエボナイトとなり、これは喫煙用パイプの吸い口などに用いられる。ポリカーボネートも分枝によって架橋結合を形成し、より硬く衝撃に強い熱硬化性樹脂となるが、これは安全ガラスに使われる。
分枝は炭素-炭素結合、炭素-酸素結合などを含む様々な共有結合によって形成される。縮合反応によるエステル結合やアミド結合が一般的なものである。
分枝しているが架橋構造を持たない高分子は、通常、熱可塑性を持つ。分枝は高分子を合成する際にはしばしば自発的に起こる。例えばエチレンのラジカル重合などでみられ、分枝を防いで直線状のポリエチレンを得るには特殊な方法を要する。一方、合成法の異なるナイロンなどのポリアミドの場合は直線状の物のみが得られる。ただし3つ以上のアミノ基を持つポリアミンとジカルボン酸をモノマーとして用いると、星型に分枝したナイロンが生成する。
天然の高分子としては、酵素を触媒としたグルコースの重合によって、分枝した構造を持つ多糖、例えばグリコーゲン、アミロペクチン、デンプンなどが知られる。直鎖状のものはアミロースと呼ばれる。
フェノール樹脂は非常に高度に分枝しており、架橋によるネットワーク構造を持つ。